# Meineweh
Meineweh là một đô thị thuộc huyện Burgenland, bang Sachsen-Anhalt, Đức. Đô thị Meineweh có diện tích 15,79 km², dân số thời điểm ngày 31 tháng 12 năm 2006 là 641 người.